# Prowadzę – jestem trzeźwy
Prowadzę – jestem trzeźwy – ogólnopolska kampania społeczna prowadzona w ramach programu edukacyjnego „Trzeźwość”, który został zainicjowany w 1999 roku. Hasło „Prowadzę – jestem trzeźwy” po raz pierwszy użyte zostało w 2006 roku.
Powstanie kampanii to efekt pomysły ks. Piotra Brząkalika i Krzysztofa Gmyrka. W akcję aktywnie włączyła się agencja reklamowa Business Consulting Sp. z o.o.
Kampania promuje odpowiedzialne postawy wśród kierowców. Buduje wspólnotę ludzi, którzy deklarują bezwarunkową trzeźwość za kierownicą. Wyróżnia ją pozytywny wydźwięk przekazywanych komunikatów, odwoływanie się do pozytywnych cech człowieka i akcentowanie zasady, że trzeźwość to sprawa naturalna, powszechna i modna.
Jednym z symboli kampanii jest brelok do kluczyków samochodowych „Prowadzę – jestem trzeźwy”.
Organizatorami kampanii są ks. Piotr Brząkalik, Duszpasterz Trzeźwości Archidiecezji katowickiej, Krzysztof Gmyrek oraz firma Business Consulting.
Od 2014 kampanię Prowadzę Jestem Trzeźwy organizuje Fundacja Trzeźwość, której Prezesem został Krzysztof Gmyrek.